# Уэйн Кэллис, Сара
Са́ра Энн Уэ́йн Кэ́ллис (англ. Sarah Anne Wayne Callies; род. 1 июня 1977, Ла-Грейндж, Иллинойс, США) — американская актриса. Наиболее известна ролью Сары Танкреди в сериале «Побег» и ролью Лори Граймс в сериале «Ходячие мертвецы».

## Биография
Когда Саре было 2 года, семья переехала в Гонолулу (Гавайские острова), где она выросла. Мать Валери Уэйн работала преподавателем английского языка в Гавайском университете, отец Дэвид Кэллис — профессор юридического факультета университета. Дедушка Сары сменил фамилию на Уэйн, после того как увидел фильм Джона Уэйна. Уэйн — это псевдоним Сары, девичья фамилия её матери. Сара училась в частной школе Пунахоу, в Дартмутском колледже в Хановере, штат Нью-Гэмпшир, затем в консерватории Национального театра в Денвере, получив в 2002 году степень магистра изобразительных искусств.
Первой её ролью была эпизодическая роль Кейт О’Мэлли в сериале «Queens Supreme» (2003). В том же году снялась в сериалах «Закон и порядок», «Порочная сеть» и «Тарзан».
В 2005—2009 годах снималась в телесериале «Побег» в роли доктора Сары Танкреди. Когда Сара Уэйн Кэллис узнала, что её героиню в «Побеге» зовут тоже Сара, она попросила продюсеров изменить имя героини, но ей было отказано. Снялась в фильмах «Пророчество Селесты» (2006) и «Шёпот» (2007) с Джошем Холлоуэем. Также снялась в одном эпизоде сериала «Доктор Хаус». Была приглашена в сериал «Ходячие мертвецы». В 2016—2018 годах снималась в главной роли в научно-фантастическом телесериале «Колония». Также она стала режиссёром 9 эпизода 3 сезона «Колонии».

## Личная жизнь
21 июня 2002 года Уэйн Кэллис вышла замуж за Джоша Уинтерхолта, с которым познакомилась в Дартмутском колледже. У супругов есть двое детей — дочь Кила Уэйн Уинтерхолт (род. 20 июля 2007) и приёмный сын Окс Уэйн Уинтерхолт (род. август 2013).

## Фильмография
| Год       |    | Русское название                    | Оригинальное название             | Роль                  |
| --------- | -- | ----------------------------------- | --------------------------------- | --------------------- |
| 2003      | с  | Закон и порядок: Специальный корпус | Law & Order: Special Victims Unit | Дженни Рочестер       |
| 2003      | с  | Прочная сеть                        | Dragnet                           | Кэтрин «Кейт» Рэндалл |
| 2003      | с  | Тарзан                              | Tarzan                            | Офицер Джейн Портер   |
| 2004      | тф | Секретная служба                    | The Secret Service                | Лора Келли            |
| 2005      | с  | 4исла                               | Numb3rs                           | Агент Ким Холл        |
| 2006      | ф  | Селестинские пророчества            | The Celestine Prophecy            | Марджори              |
| 2007      | ф  | Шёпот                               | Whisper                           | Роксанна              |
| 2003—2007 | с  | Queens Supreme                      | Queens Supreme                    | Кейт О’Мэлли          |
| 2008      | ф  | Bittersweet                         | Bittersweet                       | Робин                 |
| 2005—2009 | с  | Побег                               | Prison Break                      | Доктор Сара Танкреди  |
| 2009      | тф | Побег из тюрьмы: Финальный побег    | Prison Break: The Final Break     | Сара Танкреди         |
| 2010      | с  | Доктор Хаус                         | House                             | Джулия                |
| 2010      | тф | Tangled (англ.)                     | Tangled                           | Хлое / Салли          |
| 2010      | ф  | Колыбельная для Пи                  | Lullaby for Pi                    | Джозефин              |
| 2010—2012 | с  | Ходячие мертвецы                    | The Walking Dead                  | Лори Граймс           |
| 2011      | ф  | Black Gold (англ.)                  | Black Gold                        | Кейт Саммерс          |
| 2011      | ф  | Лица в толпе                        | Faces in the Crowd                | Франсин               |
| 2014      | ф  | Навстречу шторму                    | Into the Storm                    | Элиссон               |
| 2015      | ф  | Врата тьмы                          | Pay the Ghost                     | Кристен               |
| 2016—2018 | с  | Колония                             | Colony                            | Кэти Боумен           |
| 2016      | ф  | По ту сторону двери                 | The Other Side of the Door        | Мария                 |
| 2017      | с  | Побег                               | Prison Break: Resurrection        | Сара Танкреди         |

## Награды и номинации
| Год  | Награда       | Категория               | Работа           | Результат |
| ---- | ------------- | ----------------------- | ---------------- | --------- |
| 2011 | Сатурн        | Лучшая телеактриса      | Ходячие мертвецы | Номинация |
| 2011 | Scream Awards | Лучшая актриса хоррора  | Ходячие мертвецы | Номинация |
| 2012 | Спутник       | Лучший актёрский состав | Ходячие мертвецы | Победа    |